# Vision Tower (Dubaï)
La Vision Tower est un gratte-ciel de 60 étages construit à Dubaï dans le quartier de Business Bay. La hauteur de la tour est de 260 mètres. La construction de la tour a commencé en 2006 pour se terminer en 2011.